# 國家兩廳院演奏廳
國家兩廳院演奏廳，位於國家音樂廳B樓，適合小型室內樂、獨奏會演出。觀賞表演時，觀眾與藝術家的距離較為貼近，為國家兩廳院一年演出場次最多的場地。觀眾席共354席（含4個輪椅席）。

## 外部連結
- 國家兩廳院官方網站（页面存档备份，存于）（中文）（英文）
- OPENTIX兩廳院文化生活 （页面存档备份，存于）（中文）
- 國家戲劇院-臺北旅遊網
- 國家兩廳院的Facebook專頁
- YouTube上的國家兩廳院頻道